# Garci González de Silva
Garci González de Silva (Mérida, 1546 — Caracas, 1625) foi um conquistador espanhol.
Era filho de don Lorenzo González e de dona Leonor de Silva. Com a proteção de seu tio materno Pedro Maraver de Silva foi para o continente americano ainda muito jovem e ainda inexperiente, participou da conquista de territórios peruanos e neogranadinos.
Como seu tio estava em busca do mito de El Dorado, foram para a Espanha fazer o pedido de conquista e exploração da Nueva Extremadura, território hipotéticamente enclavado na parte sul-oriental da província da Venezuela, ente o rio Orinoco e o norte do rio Amazônas. Realizou inúmeras expedições para subjulgar os cumanagotos.